# Burgerlijke stand

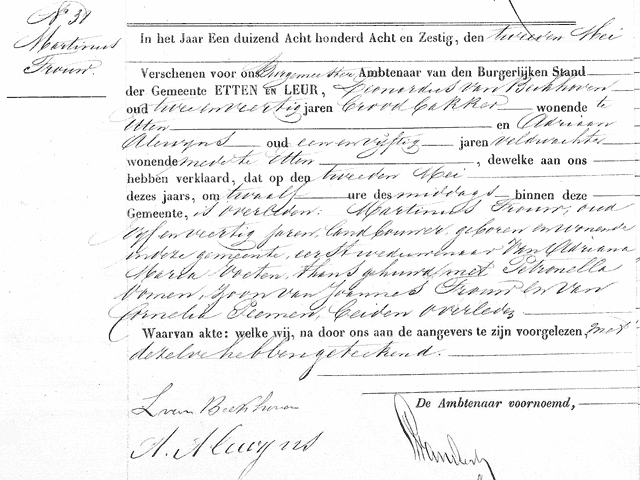
Overlijdensakte uit de Burgerlijke Stand

In de registers van de burgerlijke stand wordt iemands burgerlijke staat opgenomen. Er worden akten opgemaakt: bij geboorte (geboorteakte), bij huwelijk, bij echtscheiding en bij overlijden (overlijdensakte). Eveneens wordt het geregistreerd partnerschap bijgehouden.
Een ambtenaar van de burgerlijke stand is een ambtenaar van een Nederlandse of Belgische gemeente, gerechtigd tot het opmaken van akten in registers van de burgerlijke stand.

## Geschiedenis
In 1611 was in het Eeuwig Edict reeds vastgelegd dat doopsels, huwelijken en begrafenissen in de Zuidelijke Nederlanden verplicht werden geregistreerd. Dit gebeurde door de kerk en de wijze waarop dit gebeurde verschilde van plaats tot plaats.

Annexaties van Frankrijk 1795-1811

Na de Franse Revolutie, maar nog voor het regime van Napoleon in 1799 begon, werd bij de Franse wet van 20-25 september 1792 de burgerlijke stand vastgelegd. Na de annexatie van de Zuidelijke Nederlanden door Frankrijk werd bij decreet van 17 juni 1796 ook in de Belgische departementen de burgerlijke stand ingevoerd.
In Nederland werden geboortes, huwelijken en overlijdens in de grotere steden al in de tweede helft van de 18e eeuw geregistreerd. Een wettelijke regeling voor het hele land werd pas in 1811 ingevoerd, met uitzondering van de gemeente Vlissingen waar de burgerlijke stand al op 1 april 1808 zijn intrede deed. In Zeeuws-Vlaanderen en de delen van Limburg die al in 1795 door de Fransen geannexeerd werden, werd de burgerlijke stand al in 1796 ingevoerd. De feitelijke invoering verschilde van plaats tot plaats. Zo werden de eerste huwelijksakten in Amsterdam opgemaakt op 3 maart 1811. De overlijdens- en geboorteakten begonnen daar op 23 juli van datzelfde jaar. In Friesland zijn er ook gemeenten waarvan de registers pas in 1812 begonnen. In de vrije gebieden Gemert en Ravenstein werd eind 18e eeuw ook al met de Burgerlijke Stand geëxperimenteerd.
Onder het bewind van Napoleon werd in 1804 de Code Napoléon ingevoerd. Dit burgerlijk wetboek omvatte naast de regelgeving omtrent de Burgerlijke Stand nog vele andere zaken.
Met behulp van de Burgerlijke Stand kon Napoleon o.a. de dienstplicht ten behoeve van zijn leger beter afdwingen en een efficiëntere belastingheffing invoeren. Onder meer hierom werden zijn hervormingen door de overheden ook na zijn bewind gehandhaafd in de eertijds door hem bezette gebieden.
Bij de invoering van de Burgerlijke Stand in de Belgische departementen waren de familienamen daar al eeuwenlang gestabiliseerd, maar dat was niet zo in de Noordelijke provincies van Nederland. Iedere burger die daar nog geen vaste achternaam had, werd door een apart decreet van Napoleon van 18 augustus 1811 verplicht er een te kiezen. Dat sommige mensen bij wijze van protest een belachelijke naam als Naaktgeboren of Zondervan zouden hebben gekozen, is een hardnekkige mythe. De namen zijn vaak al ouder.
Toch bleven er in Noord-Nederland nog geruime tijd mensen over die geen achternaam hadden. Op 17 mei 1813 werd een nieuw decreet uitgevaardigd waarin bepaald werd dat men toch echt voor 1 januari 1814 een achternaam moest kiezen. Maar ook dat werd niet overal opgevolgd. Veel later, toen het Verenigd Koninkrijk der Nederlanden alweer enige tijd een feit was, vaardigde koning Willem I op 8 november 1825 nog een Koninklijk Besluit uit waarin werd bepaald dat wie nog geen (vaste) achternaam had vastgelegd, daar nog 6 maanden de tijd voor kreeg.
In Suriname werd de burgerlijke stand ingevoerd op 1 juli 1828, maar alleen voor vrije mensen. De slaven werden vanaf 1826 verplicht geregistreerd in slavenregisters, die in 1863 na de Emancipatie werden opgenomen in het bevolkingsregister.

## Gebruik voor genealogisch onderzoek
De Burgerlijke Stand is een belangrijke informatiebron voor mensen die aan stamboomonderzoek doen. Sinds eind jaren negentig van de vorige eeuw zijn individuele plaatselijke, regionale en provinciale archiefdiensten begonnen deze gegevens gedigitaliseerd beschikbaar te stellen via internet; daarnaast is een in Nederland overkoepelend project Genlias opgezet (per 1 januari 2013 vervangen door WieWasWie) om deze gegevens gebundeld aan te bieden. Ook voor allerlei andere onderzoeken kunnen deze gegevens van belang zijn.
Voor gegevens uit de Burgerlijke Stand gelden beperkingen aan de openbaarheid om de privacy van nog levende personen te beschermen. Voor geboorteakten geldt in Nederland een openbaarheidsbeperking van 100 jaar, voor huwelijksakten 75 jaar en overlijdensakten 50 jaar.

## Nederland
Akten van de burgerlijke stand worden gemaakt en bewaard in de gemeente waar het desbetreffende feit heeft plaatsgevonden. Als een gemeente fuseert, gaan de akten mee naar het nieuwe gemeentehuis. Uitzondering hierop zijn buitenlandse akten en echtscheidingsakten van in het buitenland gesloten huwelijken die in Den Haag geregistreerd (kunnen) worden. Dit is dus een verschil met de Basisregistratie Personen, die wordt bijgehouden door de gemeente waar men woont, en dus overgaat naar de nieuwe gemeente als men verhuist. Een nieuwe akte van de burgerlijke stand is wel aanleiding de Basisregistratie Personen bij te werken.

## Digitalisering
Op 31 maart 2019 zullen de papieren akten van de burgerlijke standen in België vervangen worden door digitale akten. De ambtenaren van de burgerlijke stand zullen deze digitale akten met hun elektronische identiteitskaart ondertekenen, waarna deze in een centrale databank bij de FOD Binnenlandse Zaken (Databank Akten Burgerlijke Stand oftewel DABS) bewaard zullen worden. Wanneer een akte wordt gewijzigd, zal het Rijksregister ook automatisch worden bijgewerkt. Bovendien zal de overheid zelf op aanvraag akten doorgeven aan andere diensten. Verder zullen afschriften en uittreksels voor alle gemeentes op dezelfde (digitale) manier worden aangemaakt en afgeleverd, en kunnen deze door burgers overal worden opgevraagd ongeacht van waar ze werden opgesteld. De oprichting van DABS raakt niettemin niet aan de exclusieve bevoegdheid van de gemeentes om de akten op te stellen en de registers bij te houden, of aan de rol van het Rijksregister als primaire databank van identiteitsgegevens. Tevens moeten alle oude papieren akten ten laatste op 31 maart 2019 opgeladen zijn in de digitale databank.